# Биркойер, Летисия
Лети́сия Бирко́йер (порт. Letícia Birkheuer; родилась 25 апреля 1978, Пасу-Фунду) — бразильская модель. Имеет немецкие корни. Входит в десятку самых высокооплачиваемых супермоделей Бразилии. В модельном бизнесе более 10 лет.
Родилась в семье банковского служащего и домохозяйки. Профессионально занималась волейболом. Некоторое время жила в Нью-Йорке. После возвращения в Бразилию снялась в нескольких телесериалах («Белиссима» и др.). После смены имиджа переехала в Париж и вернулась в модельный бизнес. Работала с компаниями Gucci, Dior, Chanel, Armani и другими.